# Grammy Award al miglior album country
Il Grammy Award al miglior album country (Grammy Award for Best Country Album) è un premio dei Grammy Award conferito dalla National Academy of Recording Arts and Sciences per la qualità del miglior album discografico di genere country.
Il premio è stato conferito per la prima volta nel 1965 come Miglior album country & western, poi dal 1995 la categoria ha preso il nome di Miglior album country.

## Vincitori e candidati

### Anni 1960
- 1965[1]
  - Dang Me/Chug-a-Lug - Roger Miller
  - Guitar Country - Chet Atkins
  - Bitter Tears: Ballads of the American Indian - Johnny Cash
  - The Best of Buck Owens - Buck Owens
  - The Best of Jimmy Reeves - Jim Reeves
  - Hank Williams Jr. Sings Songs of Hank Williams - Hank Williams Jr.
- 1966[2]
  - The Return of Roger Miller - Roger Miller
  - My World - Eddy Arnold
  - More of that Guitar Country - Chet Atkins
  - The Jimmy Reeves Story - Jim Reeves
  - Father and Son: Hank Williams and Hank Williams Jr. - Hank Williams e Hank Williams Jr.

### Anni 1990
- 1995[3]

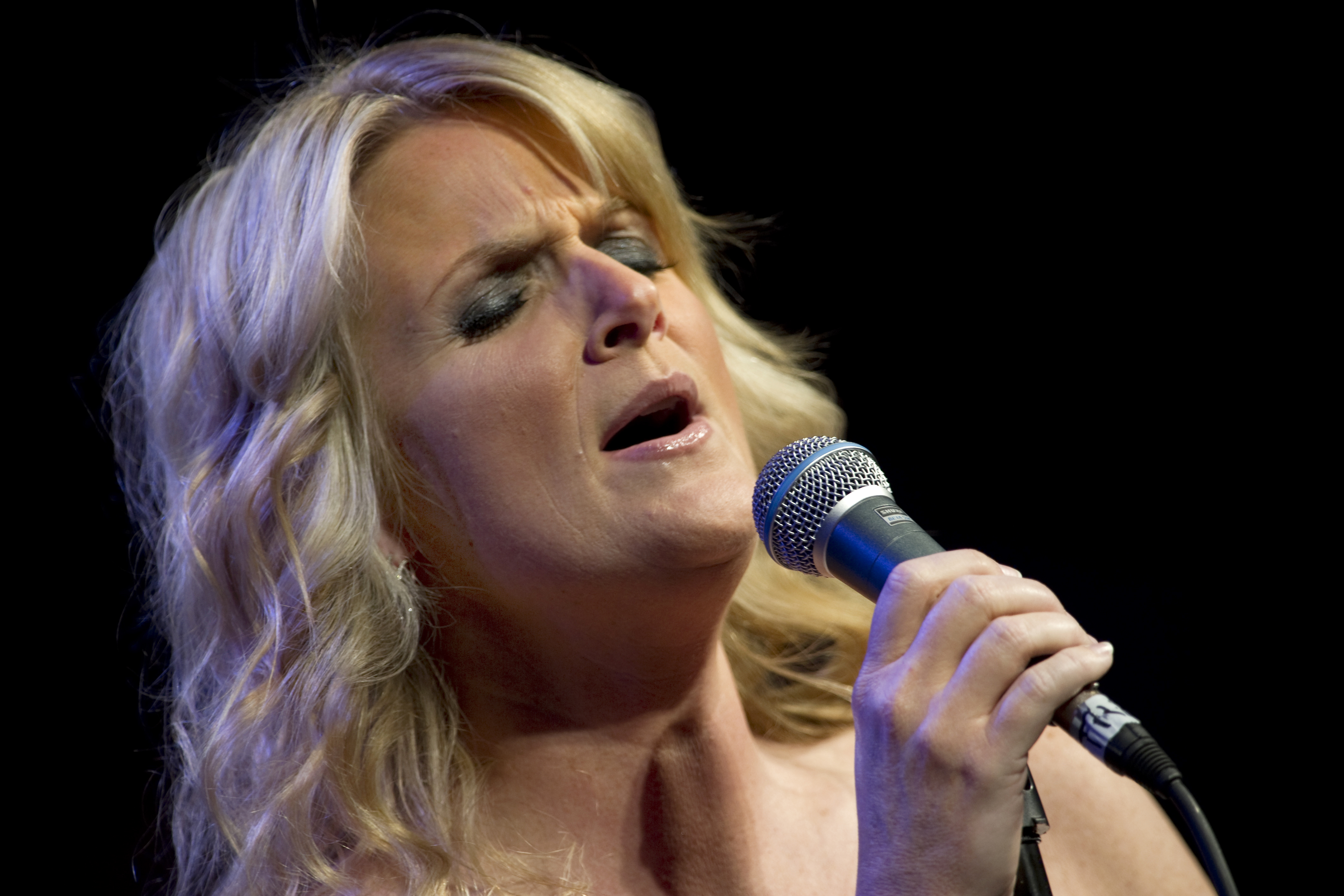
Trisha Yearwood è stata candidata al premio 8 volte.

  - Stones in the Road - Mary Chapin Carpenter
  - Tribute to the Music of Bob Wills and the Texas Playboys - Asleep at the Wheel
  - When Love Finds You - Vince Gill
  - Read My Mind - Reba McEntire
  - The Song Remembers When - Trisha Yearwood
- 1996[4]
  - The Woman in Me - Shania Twain
  - Junior High - Junior Brown
  - Music for All Occasions - The Mavericks
  - John Michael Montgomery - John Michael Montgomery
  - Thinkin' About You - Trisha Yearwood
  - Dwight Live - Dwight Yoakam
- 1997[5]
  - The Road to Ensenada - Lyle Lovett
  - Borderline - Brooks & Dunn
  - High Lonesome Sound - Vince Gill
  - The Trouble with the Truth - Patty Loveless
  - Everybody Knows - Trisha Yearwood
  - Gone - Dwight Yoakam
- 1998[6]
  - Unchained - Johnny Cash
  - Everything I Love - Alan Jackson
  - Long Stretch of Lonesome - Patty Loveless
  - Carrying Your Love with Me - George Strait
  - Under the Covers - Dwight Yoakam
- 1999[7]
  - Wide Open Spaces - Dixie Chicks
  - Sevens - Garth Brooks
  - Faith - Faith Hill
  - Come on Over - Shania Twain
  - Where Your Road Leads - Trisha Yearwood

### Anni 2000
- 2000[8]
  - Fly - Dixie Chicks

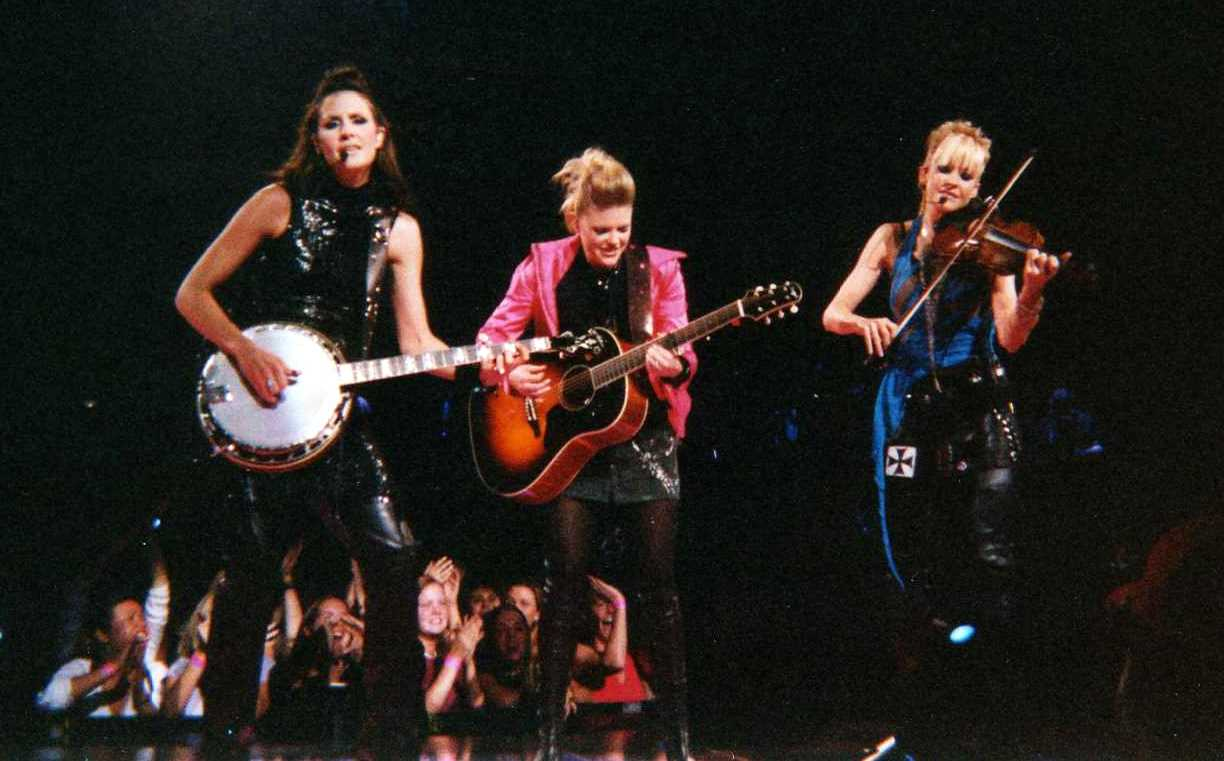
Il gruppo The Chicks ha ricevuto 4 premi in questa categoria.

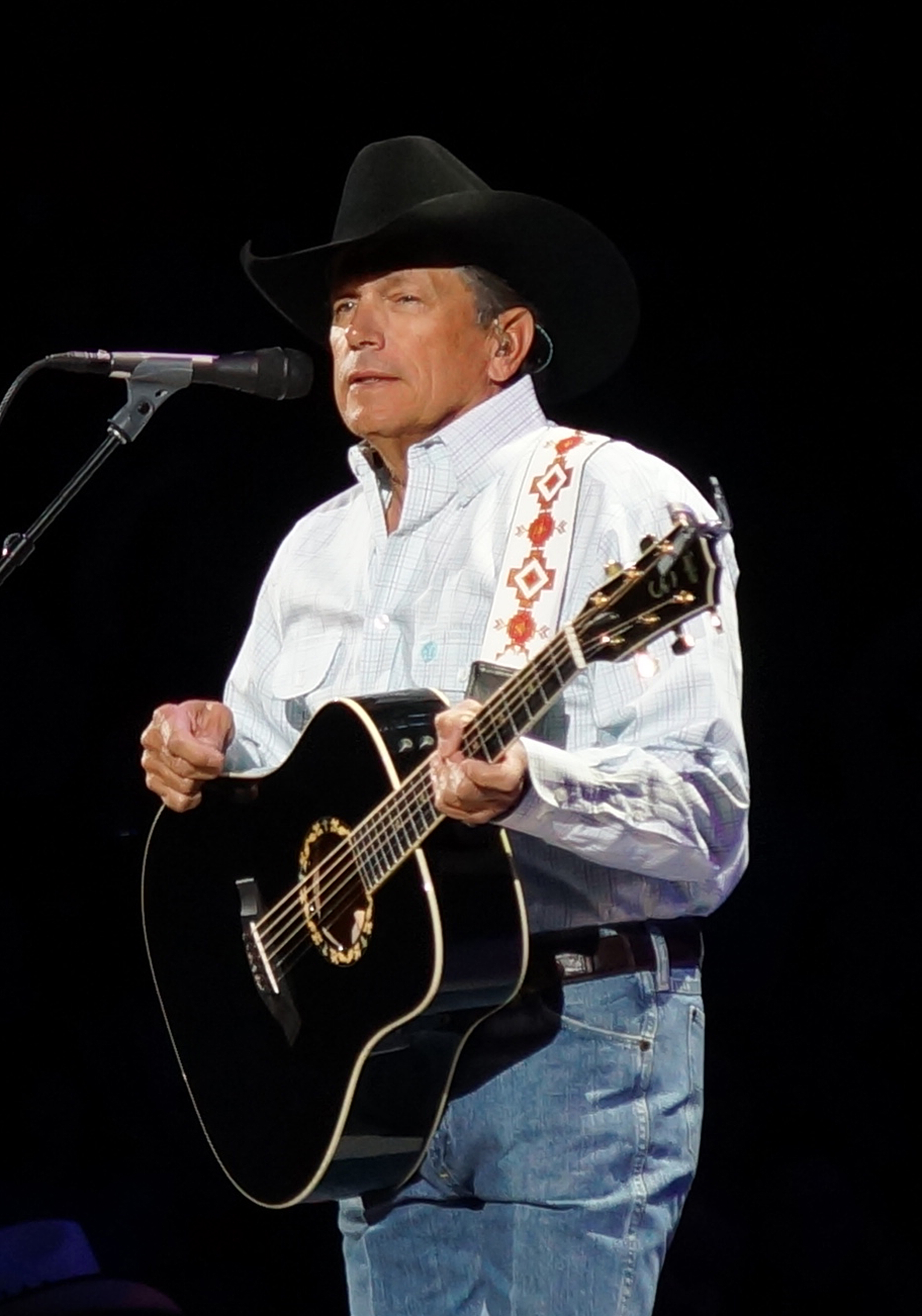
George Strait, vincitore nel 2009, è stato candidato un totale di 5 volte.

  - Ride with Bob: A Tribute to Bob Wills and the Texas Playboys - Asleep at the Wheel
  - Trio II - Emmylou Harris, Linda Ronstadt e Dolly Parton
  - Cold Hard Truth - George Jones
  - Forget About It - Alison Krauss
- 2001[9]
  - Breathe - Faith Hill
  - Let's Make Sure We Kiss Goodbye - Vince Gill
  - Under the Influence - Alan Jackson
  - I Hope You Dance - Lee Ann Womack
  - Real Live Woman - Trisha Yearwood
- 2002[10]
  - Timeless: Hank Williams Tribute - AA.VV.
  - One More Day - Diamond Rio
  - Set This Circus Down - Tim McGraw
  - Rainbow Connection - Willie Nelson
  - Inside Out - Trisha Yearwood
- 2003[11]
  - Home - Dixie Chicks
  - Drive - Alan Jackson
  - The Great Divide - Willie Nelson
  - Man with a Memory - Joe Nichols
  - Halos & Horns - Dolly Parton
- 2004[12]
  - Livin', Lovin', Losin': Songs of the Louvin Brothers - AA.VV.
  - Cry - Faith Hill
  - My Baby Don't Tolerate - Lyle Lovett
  - Run That by Me One More Time - Willie Nelson e Ray Price
  - Live and Kickin' - Willie Nelson
  - Up! - Shania Twain
- 2005[13]
  - Van Lear Rose - Loretta Lynn
  - Live Like You Were Dying - Tim McGraw
  - Tambourine - Tiff Merritt
  - Be Here - Keith Urban
  - Here for the Party - Gretchen Wilson
- 2006[14]
  - Lonely Runs Both Ways - Alison Krauss e Union Station
  - Fireflies - Faith Hill
  - Time Well Wasted - Brad Paisley
  - All Jacked Up - Gretchen Wilson
  - Jasper County - Trisha Yearwood
- 2007[15]
  - Taking the Long Way - Dixie Chicks
  - Like Red on a Rose - Alan Jackson
  - The Road to Here - Little Big Town
  - You Don't Know Me: The Songs of Cindy Walker - Willie Nelson
  - Your Man - Josh Turner
- 2008[16]
  - These Days - Vince Gill
  - Long Trip Alone - Dierks Bentley
  - Let It Go - Tim McGraw
  - 5th Gear - Brad Paisley
  - It Just Comes Natural - George Strait
- 2009[17]
  - Troubadour - George Strait
  - That Lonesome Song - Jamey Johnson
  - Sleepless Nights - Patty Loveless
  - Around the Bend - Randy Travis
  - Heaven, Heartache and the Power of Love - Trisha Yearwood

### Anni 2010
- 2010[18]
  - Fearless - Taylor Swift

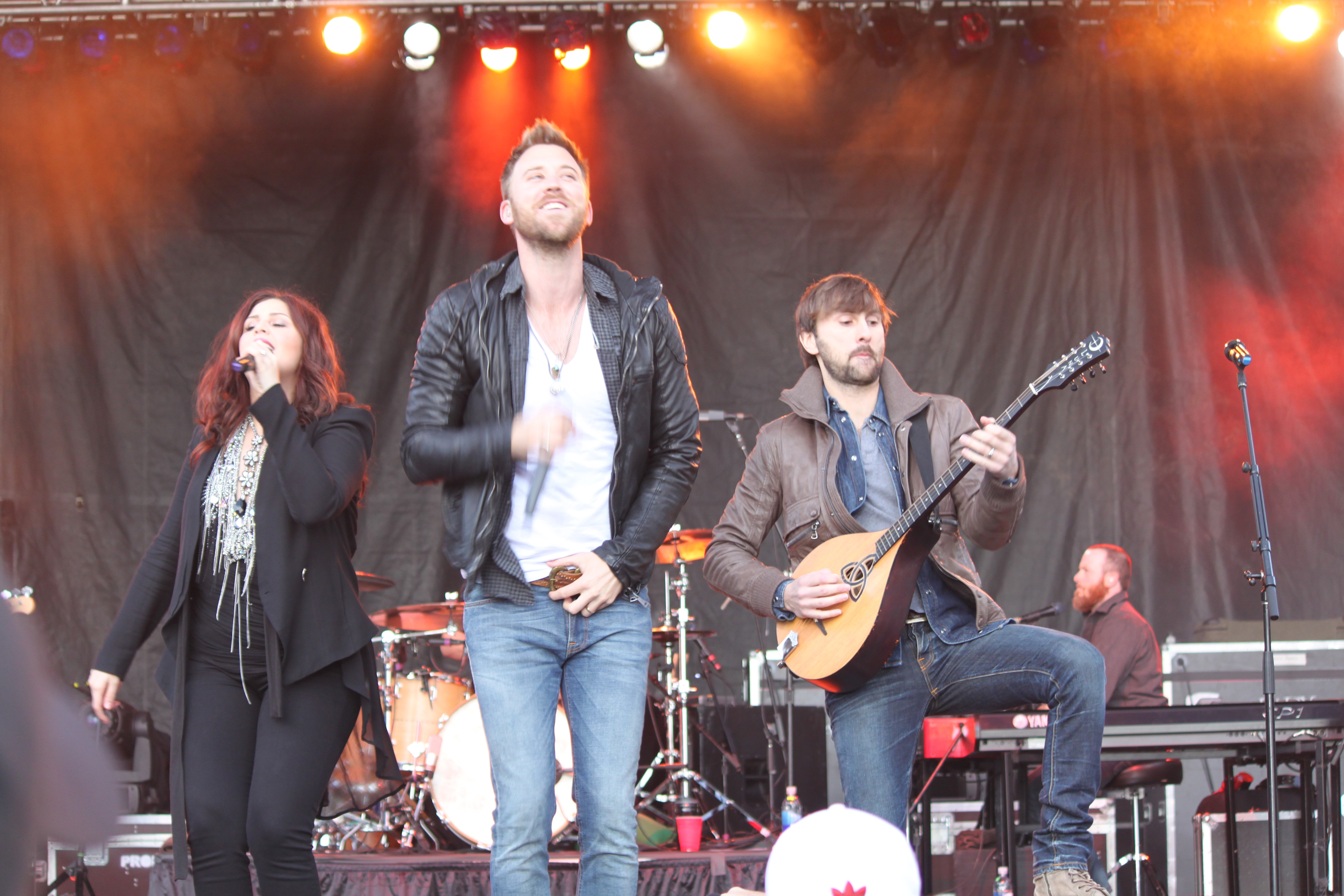
Il gruppo Lady A (fino al 2020 conosciuto come Lady Antebellum) ha vinto in questa categoria 2 volte.

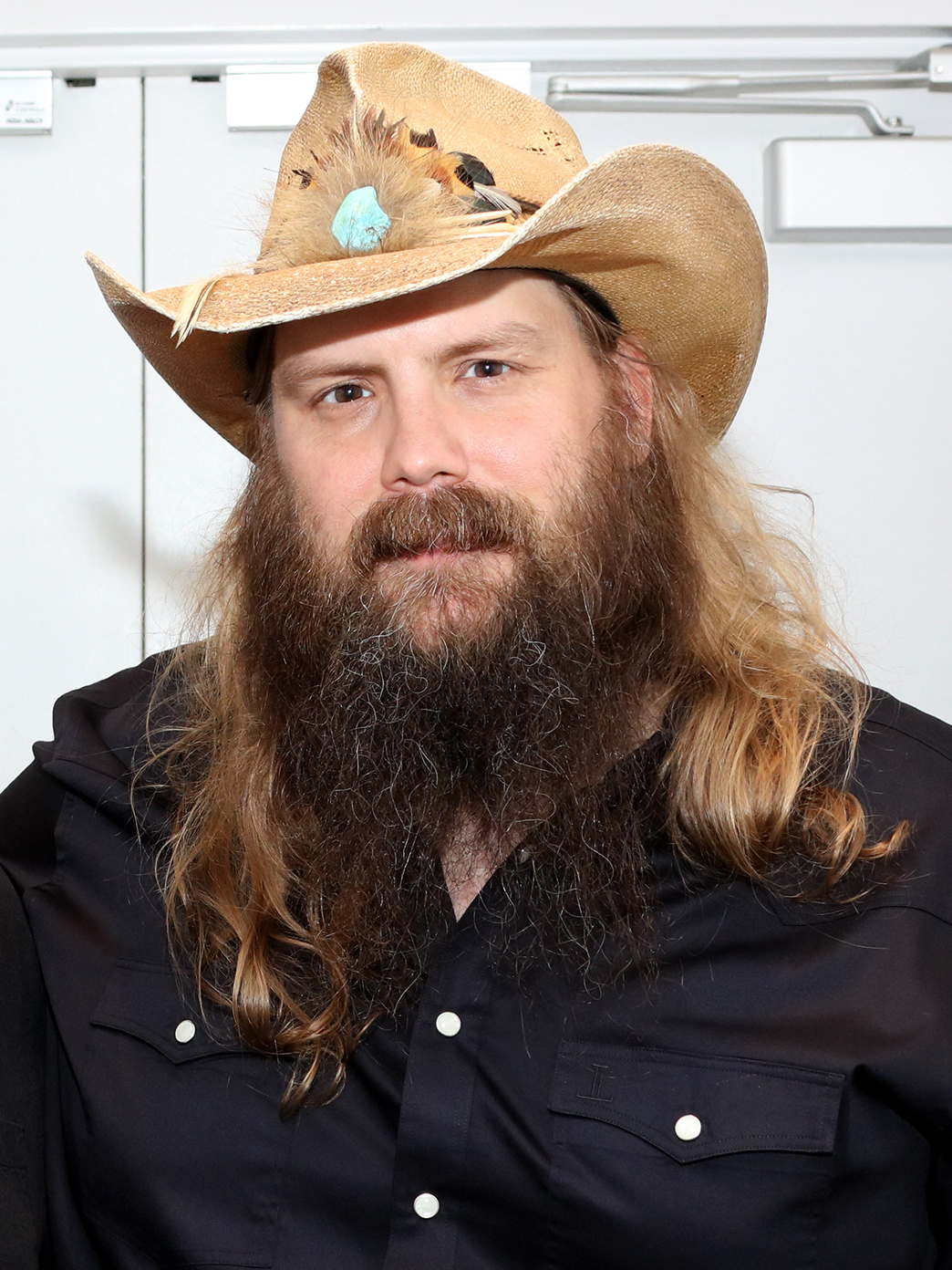
Chris Stapleton ha ricevuto 3 premi in questa categoria.

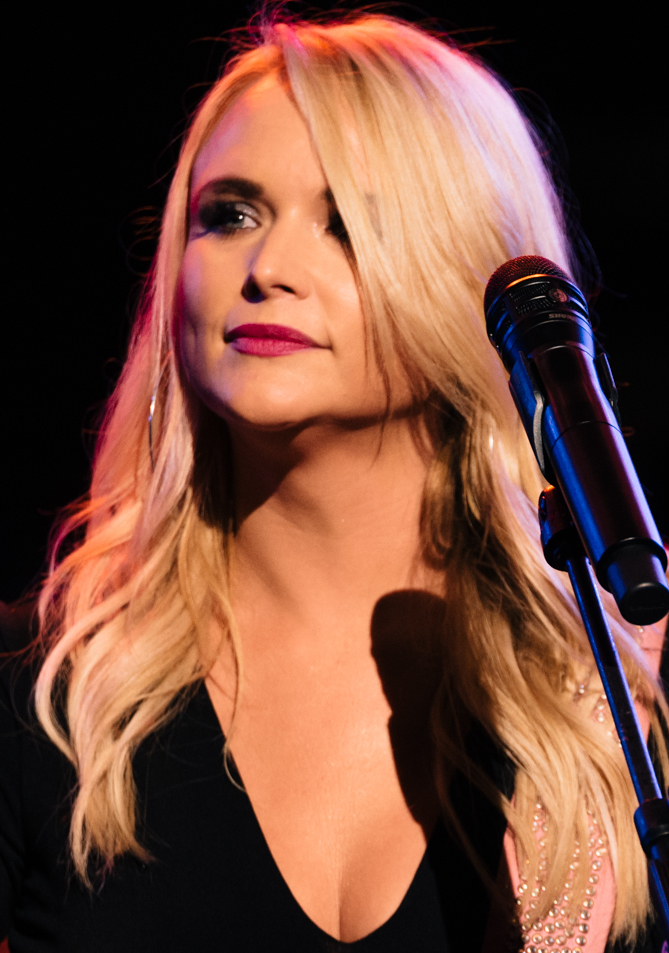
Miranda Lambert ha vinto nel 2015 e nel 2021 ed è stata candidata in totale 7 volte.

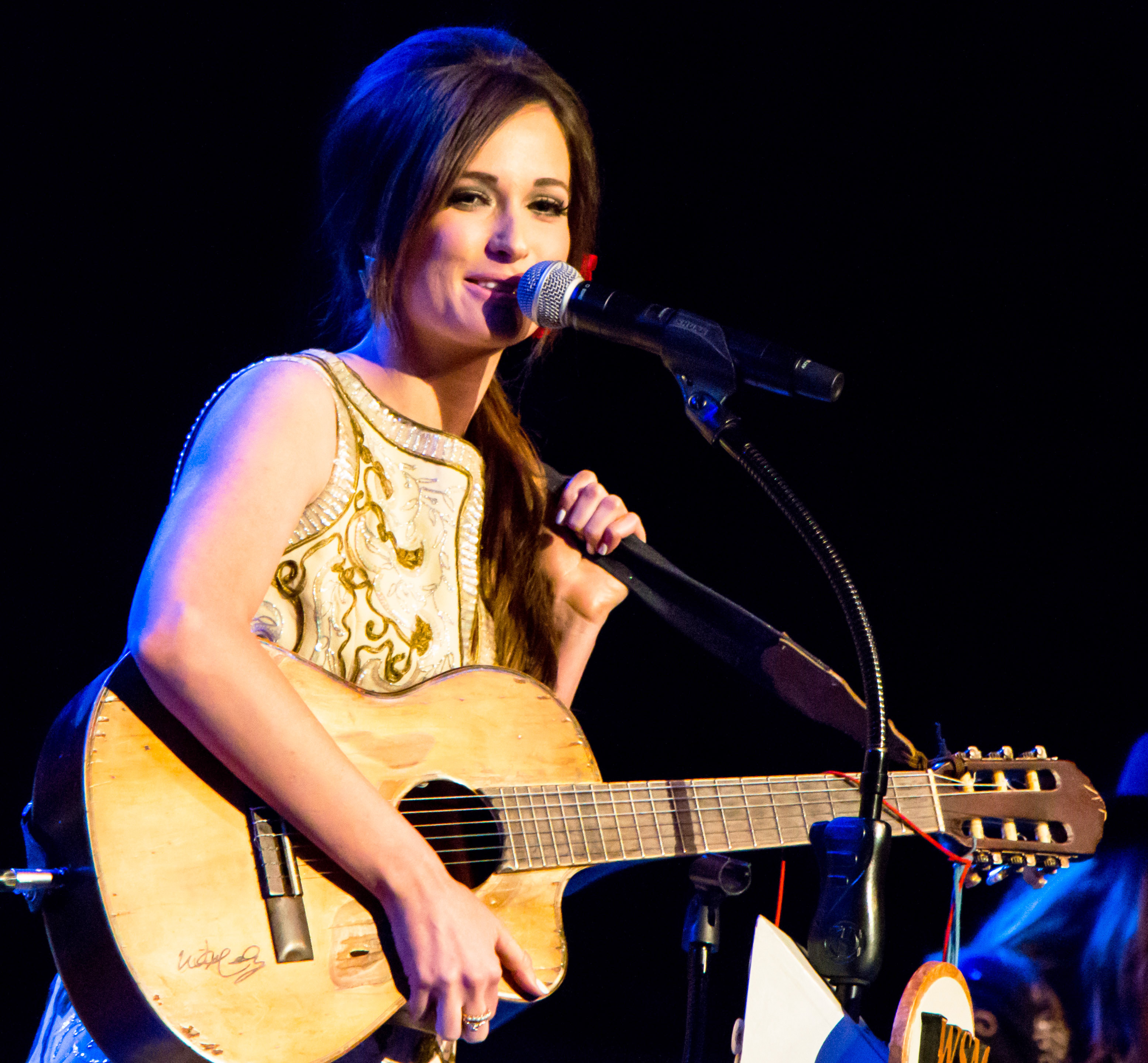
Kacey Musgraves ha vinto nel 2014 e nel 2019.

  - The Foundation - Zac Brown Band
  - Twain - George Strait
  - Defying Gravity - Keith Urban
  - Call Me Crazy - Lee Ann Womack
- 2011[19]
  - Need You Now - Lady Antebellum
  - Up on the Ridge - Dierks Bentley
  - You Get What You Give - Zac Brown Band
  - The Guitar Song - Jamey Johnson
  - Revolution - Miranda Lambert
- 2012[20]
  - Own the Night - Lady Antebellum
  - My Kinda Party - Jason Aldean
  - Chief - Eric Church
  - Red River Blue - Blake Shelton
  - Here for a Good Time - George Strait
  - Speak Now - Taylor Swift
- 2013[21]
  - Uncaged - Zac Brown Band
  - Hunter Hayes - Hunter Hayes
  - Living for a Song: a Tribute to Hank Cochran - Jamey Johnson
  - Four the Record - Miranda Lambert
  - The Time Jumpers - The Time Jumpers
- 2014[22]
  - Same Trailer Different Park - Kacey Musgraves
  - Night Train - Jason Aldean
  - Two Lanes of Freedom - Tim McGraw
  - Based on a True Story... - Blake Shelton
  - Red - Taylor Swift
- 2015[23]
  - Platinum - Miranda Lambert
  - Riser - Dierks Bentley
  - The Outsiders - Eric Church
  - 12 Stories - Brandy Clark
  - The Way I'm Livin' - Lee Ann Womack
- 2016[24]
  - Traveller - Chris Stapleton
  - Montevallo - Sam Hunt
  - Pain Killer - Little Big Town
  - The Blade - Ashley Monroe
  - Pageant Material - Kacey Musgraves
- 2017[25]
  - A Sailor's Guide to Earth - Sturgill Simpson
  - Big Day in a Small Town - Brandy Clark
  - Full Circle - Loretta Lynn
  - Hero - Maren Morris
  - Ripcord - Keith Urban
- 2018[26]
  - From A Room: Volume 1 - Chris Stapleton
  - Cosmic Hallelujah - Kenny Chesney
  - Heart Break - Lady Antebellum
  - The Breaker - Little Big Town
  - Life Changes - Thomas Rhett
- 2019[27]
  - Golden Hour - Kacey Musgraves
  - Unapologetically - Kelsea Ballerini
  - Port Saint Joe - Brothers Osborne
  - Girl Going Nowhere - Ashley McBryde
  - From A Room: Volume 2 - Chris Stapleton

### Anni 2020
- 2020[28]
  - While I'm Livin' - Tanya Tucker
  - Desperate Man - Eric Church

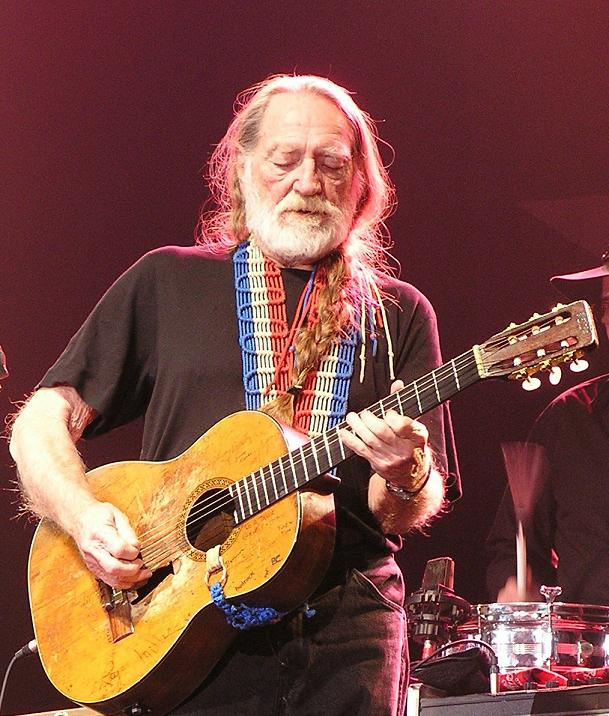
Willie Nelson, vincitore nel 2023, è stato candidato 6 volte in questa categoria.

  - Stronger Than the Truth - Reba McEntire
  - Interstate Gospel - Pistol Annies
  - Center Point Road - Thomas Rhett
- 2021[29]
  - Wildcard - Miranda Lambert
  - Lady Like - Ingrid Andress
  - Your Life Is a Record - Brandy Clark
  - Nightfall - Little Big Town
  - Never Will - Ashley McBryde
- 2022
  - Starting Over - Chris Stapleton
  - Skeletons - Brothers Osborne
  - Remember Her Name - Mickey Guyton
  - The Marfa Tapes - Miranda Lambert, Jon Randall & Jack Ingram
  - The Ballad of Dood and Juanita - Sturgill Simpson
- 2023
  - A Beautiful Time - Willie Nelson
  - Growin' Up - Luke Combs
  - Palomino - Miranda Lambert
  - Ashley McBryde Presents: Lindeville - Ashley McBryde
  - Humble Quest - Maren Morris
- 2024[30][31]
  - Bell Bottom Country – Lainey Wilson
  - Rolling Up the Welcome Mat – Kelsea Ballerini
  - Brothers Osborne – Brothers Osborne
  - Zach Bryan – Zach Bryan
  - Rustin' in the Rain – Tyler Childers

- 2025[32]
  - Cowboy Carter – Beyoncé
  - F-1 Trillion – Post Malone
  - Deeper Well – Kacey Musgraves
  - Higher – Chris Stapleton
  - Whirlwind – Lainey Wilson